# Duch (film 2001)
Duch (ang.  The Ghost) – amerykański film akcji z 2001 roku.

## Treść
Jing, pseudonim "Duch", jest zabójczynią, mordującą na zlecenie chińskiej mafii. Wkrótce jej klan popada w konflikt z szefem przestępczego podziemia - lordem Changiem, który zaczyna mordować jego członków. Jing ucieka do Stanów Zjednoczonych, gdzie przygotowuje plan zemsty. Tymczasem Chang wysyła za nią "łowcę głów" Dana.

## Główne role
- Chung Lai - Jing
- Cary-Hiroyuki Tagawa - Chang
- Michael Madsen - Dan Olinghouse
- Meilani Paul - Dziewczyna Changa
- Brad Dourif - Porucznik Garland